# Đoàn Anh Việt
Đoàn Anh Việt (sinh ngày 15 tháng 8 năm 1999) là một cầu thủ bóng đá chuyên nghiệp người Việt Nam hiện thi đấu ở vị trí hậu vệ cho câu lạc bộ Trường Tươi Bình Phước và đội tuyển U-23 Việt Nam.

## Danh hiệu

### Quốc tế

#### U-23 Việt Nam
- Giải vô địch bóng đá U-23 Đông Nam Á: 2022